# Elateropsis antennatus
Elateropsis antennatus là một loài bọ cánh cứng trong họ Cerambycidae.